# Josette Daydé
Josette Daydé (Perpinyà, 28 de març del 1923 - Brussel·les, 4 de març del 1995) va ser una cantant i actriu perpinyanenca.

## Biografia
Començà la seva carrera artística cantant operetes (Au soleil de Marseille, de Vincent Scotto; Toi c'est moi, el gener del 1942, amb un debutant que faria una carrera remarcable, Georges Guétary; On a volé une étoile). Durant l'Ocupació (Segona Guerra Mundial) s'especialitzà en cançons d'estil swing (Grand'père n'aime pas le swing de François Llenas i Norbert Matisson; Oui, de Louis Gasté i Alix Combelle). En aquell moment va ser una de les intèrprets favorites de Louis Gasté, de qui el 1945 gravà Le Rythme américain. Filmà diverses pel·lícules, i a dues del 1945, Le Roi des resquilleurs i Madame et son flirt, hi interpretà diverses cançons d'en Gasté.
L'any 2002, la cançó Cou-cou que Daydé havia enregistrat a l'octubre del 1940 amb el Quintette du Hot Club de France i Django Reinhardt, aparegué a la banda sonora del videojoc Mafia: The City of Lost Heaven.

## Pel·lícules
- Entrée des artistes (1938, de Marc Allégret)
- La Maison des sept jeunes filles (1942, d'Albert Valentin)
- Le Roi des resquilleurs (1945, de Jean Devaivre)
- Madame et son flirt (1946, de Jean de Marguenat)
- Le studio en folie (1947, de Walter Kapps), un curtmetratge amb el gran Bourvil